# جون ريتشاردسون (لاعب كرة قدم بريطاني)
جون ريتشاردسون (بالإنجليزية: Jon Richardson)‏ (29 أغسطس 1975 في المملكة المتحدة - ) هو لاعب كرة قدم بريطاني في مركزي الدفاع وقلب الدفاع. لعب مع أكسفورد يونايتد وفوريست غرين ونادي إكزتر سيتي وChasetown F.C. ‏ ونادي ووستر سيتي.

## وصلات خارجية
- جون ريتشاردسون على موقع قاعدة بيانات كرة القدم.إي يو (الإنجليزية)
- جون ريتشاردسون على موقع Soccerbase.com (لاعب) (الإنجليزية)